# Позитронный распад
Позитро́нный распа́д — тип бета-распада, также иногда называемый «бета-плюс-распа́д» (β+-распад), «эми́ссия позитро́нов» или «позитро́нная эми́ссия». В β+-распаде один из протонов ядра превращается посредством слабого взаимодействия в нейтрон, позитрон и электронное нейтрино. Позитронный распад испытывают многие радионуклиды, в том числе углерод-11, азот-13, кислород-15, фтор-18, иод-121. Например, в следующем уравнении рассматривается превращение посредством β+-распада углерода-11 в бор-11 с испусканием позитрона e+ и электронного нейтрино νe:
{\displaystyle {}^{11}{\hbox{C}}\;\to \;^{11}{\hbox{B}}\;+\;e^{+}\;+\;\nu _{e}.}
Процесс позитронного распада всегда конкурирует с электронным захватом, который имеет энергетический приоритет, но как только энергетическая разница исчезает, коэффициент ветвления реакции сдвигается в сторону позитронного распада. Для того, чтобы позитронный распад мог происходить, разница между массами распадающегося и дочернего атомов Qβ должна превосходить удвоенную массу электрона (то есть Qβ > 2me ≈ 2 × 511 кэВ = 1022 кэВ). В то же время электронный захват может происходить при любой положительной разнице масс (за вычетом энергии связи захватываемого электрона на атомной оболочке).
Спектр кинетической энергии позитронов, испускаемых ядром в позитронном распаде, непрерывен и лежит в диапазоне от 0 до Emax = Qβ − 2me. В этом же диапазоне лежит энергия излучаемых нейтрино. Сумма кинетических энергий позитрона и нейтрино равна Emax. Позитрон почти мгновенно тормозится в среде и аннигилирует с одним из электронов окружающего распавшийся атом вещества, излучая в большинстве случаев два аннигиляционных гамма-кванта с энергиями по 511 кэВ и противоположно направленными импульсами. Детектирование таких гамма-квантов, движущихся по одной прямой в противоположных направлениях, позволяет легко восстановить точку аннигиляции, поэтому изотопы, испытывающие позитронный распад, используются в позитронно-эмиссионной томографии.
Как все остальные типы бета-распада, позитронный распад не изменяет массовое число ядра, т.е. количество нуклонов в ядре остаётся неизменным. Он уменьшает заряд ядра Z на единицу, поскольку один из протонов ядра превращается в нейтрон, а его положительный заряд уносится из ядра позитроном; образовавшийся элемент имеет атомный номер на единицу меньше, т.е. смещается на одну клетку к началу таблицы Менделеева. Например, углерод-11 (Z = 6) превращается в бор-11 (Z = 5).
Позитронный распад из основного состояния ядра испытывают только протонно-избыточные (нейтронодефицитные) изотопы, имеющие атомный номер больше, чем хотя бы один из бета-стабильных изотопов в данной изобарной цепочке (совокупности изотопов с одинаковым массовым числом A).